# ゴーイン・ウェスト
『ゴーイン・ウェスト』（Goin' West）は、アメリカ合衆国のジャズ・ギタリスト、グラント・グリーンのスタジオ・アルバム。1962年に録音されたが、発表は1969年に持ち越された。

## 解説
グリーンが1962年に録音したテーマ別のアルバムの一つで、本作ではカントリー&ウェスタンの楽曲が取り上げられている。
Stephen Thomas Erlewineはオールミュージックにおいて5点満点中3点を付け「"On Top of Old Smokey"や"Tumbling Tumbleweeds"など（信じがたい）曲が含まれている」と評している。また、コリン・フレミングは2004年、本作に5点満点中3点を付け「オーネット・コールマンのアトランティック・レコードにおける初期のセッションに参加したビリー・ヒギンス、ジョン・コルトレーンと共に活動していたレジー・ワークマン、ほどなくしてマイルス・デイヴィスの最も冒険的で全盛期と言えるバンドに加入するハービー・ハンコックが参加しているが、演奏に関しては必ずしも絶好調とは言えない」と評している。

## 収録曲
1. オン・トップ・オブ・オールド・スモーキー - "On Top of Old Smokey" (Traditional) - 7:04
2. 愛さずにはいられない - "I Can't Stop Loving You" (Don Gibson) - 3:26
3. ワゴン・ホイールズ - "Wagon Wheels" (Peter DeRose, Billy Hill) - 6:22
4. レッド・リヴァー・ヴァレー - "Red River Valley" (Traditional) - 6:05
5. タンブリング・タンブルウィーズ - "Tumbling Tumbleweeds" (Bob Nolan) - 11:05

## 参加ミュージシャン
- グラント・グリーン - ギター
- ハービー・ハンコック - ピアノ
- レジー・ワークマン - ベース
- ビリー・ヒギンス - ドラムス